# Allium caesium

L'Allium caesium és una espècie de planta nativa de l'Àsia central (Xinjiang, el Kazakhstan, Kirguizstan, Tadjikistan, Uzbekistan). Creix en deserts i camps secs a alçades de 700 a 2000 metres.
L'Allium caesium produeix bulbs arrodonits de fins a 15 mm de diàmetre; els escaps poden arribar fins a 65 cm de llargada. Les fulles són rodones en secció creudada, una mica més curtes que els escaps. Les flors són de color blau cel.